# Борзов, Игорь Михайлович
Игорь Михайлович Борзов — сотрудник Министерства внутренних дел России, подполковник милиции, погиб при исполнении служебных обязанностей, кавалер ордена Мужества.

## Биография
Игорь Михайлович Борзов родился 7 октября 1964 года в станице Александрийская (ныне — Георгиевский район Ставропольского края). Окончил среднюю школу в родной станице. Срочную службу в Вооружённых Силах СССР проходил на Дальнем Востоке, в селе Раздольном Приморского края. В июле 1986 года Борзов поступил на службу в органы Министерства внутренних дел СССР. Начинал с должности милиционера моторизованного взвода патрульно-постовой службы Минераловодского городского отдела внутренних дел в Ставропольском крае. В октябре 1989 года окончил Астраханскую специальную среднюю школу милиции МВД СССР, после чего служил участковым инспектором, старшим участковым инспектором милиции Минераловодского городского отдела внутренних дел.
С февраля 1994 года руководил Минераловодским медицинским вытрезвителем, а в октябре 1996 года был назначен на должность заместителя начальника городского отдела внутренних дел по организации деятельности участковых инспекторов милиции. В мае 2003 года переведён заместителем начальника отдела участковых уполномоченных милиции Управления внутренних дел Минераловодского района. Не раз поощрялся за отличную службу, был награждён орденом Мужества, медалями.
10 марта 2004 года подполковник милиции Игорь Михайлович Борзов совместно с ещё одним сотрудником Минераловодского РУВД выехал на служебной автомашине в село Сухая Падина Минераловодского района Ставропольского края для проведения действий по факту совершения одним из местных жителей преступления. На обратном пути милиционеры увидели автомашину ВАЗ-21213 «Нива», стоявшую на проезжей части на дороге Минеральные Воды — Александровское. Борзов подошёл к ней с целью установить личности находившихся внутри водителя и пассажиров, однако те, открыв двери, произвели в подполковника три выстрела.
От полученных ранений Борзов скончался на месте. Второй сотрудник милиции, майор Александр Дмитриев, был два раза ранен. Преступники бросили машину и скрылись в неизвестном направлении. При осмотре «Нивы» внутри были обнаружены самодельные взрывные устройства и боеприпасы. Таким образом было предотвращено совершение террористического акта.
Указом Президента Российской Федерации подполковник милиции Игорь Михайлович Борзов посмертно был удостоен ордена Мужества.

## Память
- В честь Борзова названа улица в его родной станице Александрийской Георгиевского района Ставропольского края.